# Метание ножа

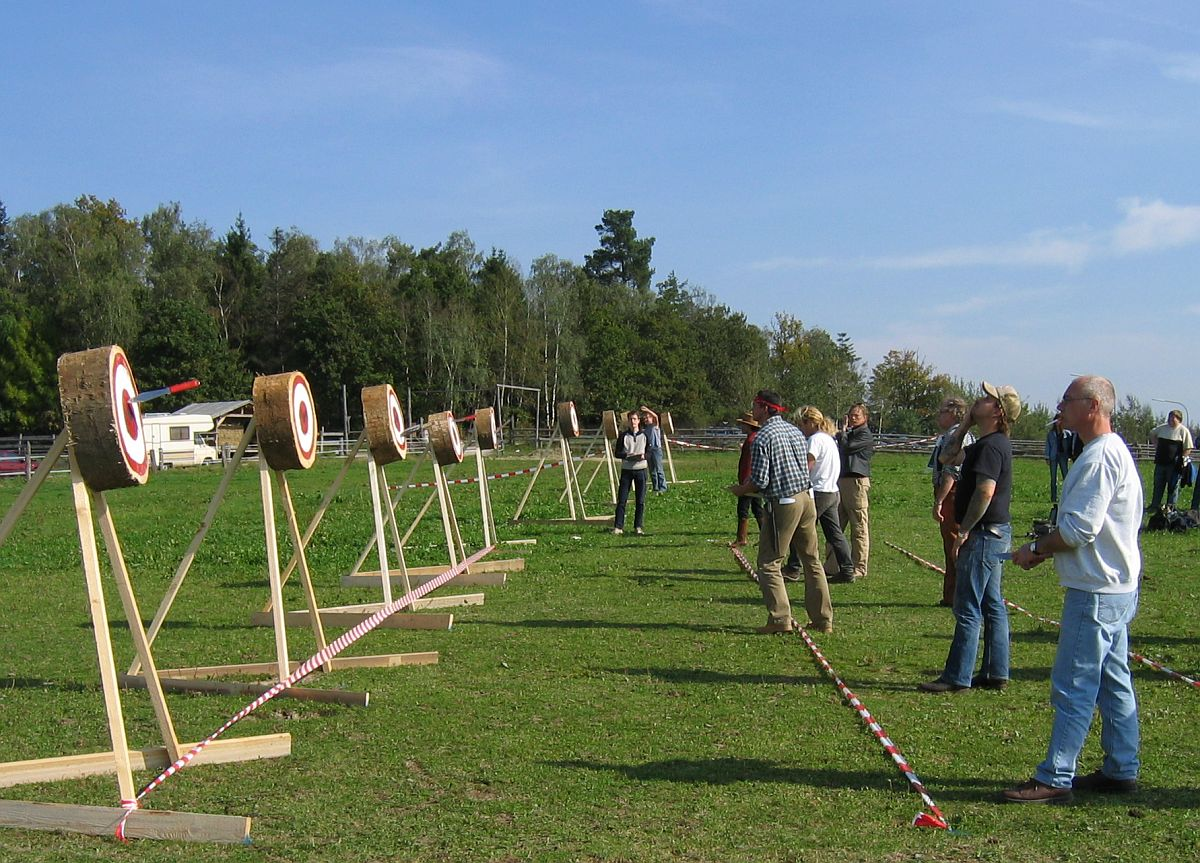
Соревнования по метанию ножей

Метание ножа — искусство владения метательным ножом. Различают любительское, спортивное и боевое метание.

## История
Конкретное время и место зарождения искусства метания ножа неизвестны. Древние люди (неандертальцы) применяли приёмы метания, используя копьё. В метании предпринимались попытки использовать ножи с рукояткой. Тем не менее, ножи из-за специфических аэродинамических свойств существенно уступали копьям и лукам со стрелами и использовались редко.
В период до VIII в. до н. э. было изобретено множество различных метательных приспособлений и снарядов к ним: копьеметалка, праща, усовершенствованные луки, боевые рогатки.
Зарождение боевого метания ножей относится к периоду Средневековья, когда метание ножей стало востребованным умением солдат армий Европы и Азии. Скрытность и непредсказуемые манёвры стали частыми практиками на войнах, что требовало совершенствования техники метания ножа. Однако этот тип ведения боя не был доминирующим, поскольку метание ножей значительно уступало в эффективности другим метательным приспособлениям: копьям, стрелам, топорам и сулицам. Такое метательное вооружение было востребовано в большей степени в связи с доминирующими типами ведения боя (осады города, прямые столкновения на открытой местности) и достаточно тяжёлой телесной защитой воинов.
Возникновению и развитию спортивного метания способствовало постепенное изменение доминирующих потребностей в развивающихся обществах. История спортивного метания ножей начинается с появлением цирков (1850-е годы). Так называемое колесо смерти становится одним из любимых зрителями представлений. Ножи для этого номера изготавливались на заказ у умелых кузнецов, поскольку метатель не имел права на ошибку, ведь это повлекло бы за собой тяжёлые последствия и подорвало бы авторитет цирка. Форма тех ножей была очень близкой к нынешней форме.
Сейчас метание ножей — самостоятельная дисциплина вида спорта «Универсальный бой» (подробнее см. Спортивное метание ножа в России). Также различают любительское метание (проводится, в основном, в специальных метательных спортивных клубах) и боевое метание (метание в целях самообороны, разновидность так называемого уличного боя).

## Техники
В метании ножа различают несколько основных техник и связанных с ними подтехник.
Основные техники:
1. Многооборотная техника — техника, при использовании которой нож в полёте совершает большое количество оборотов, в зависимости от дистанции. На нечётных дистанциях (3, 5, 7, 9 м) метание ведётся за рукоять, на чётных (2, 4, 6, 8 м) — за клинок.[7]
2. Малооборотная техника — техника, при использовании которой нож в полёте совершает минимальное количество оборотов, в зависимости от дистанции. Дистанция регулируется глубиной хвата: нож может совершить один полный оборот вплоть до 6—8 м.
3. Безоборотная техника — группа техник, при использовании которой нож летит по прямой, не совершая оборотов, независимо от дистанции.
4. СКАНФ (Сложно-Координационное Авторское Направление Федина) — одна из многочисленных разновидностей безоборотного метания. Активные пропагандисты данной техники — Ольга Федина, дочь Юрия Викторовича Федина, и его ученик Михаил Беляев. Одна из самых сложных техник современного метания ножей[8].

Подтехники содержат в себе суть основной техники и отличаются в основном хватом.
Определённых ножей для каждой техники существует много, но при высоком мастерстве метателя можно метать любым ножом и любой техникой.

## Мишени
Зачастую ножи метают в деревянную основу, предварительно смоченную большим количеством чистой воды. Объясняется это тем, что смоченное дерево меньше изнашивается, помимо этого, нож легче входит в цель.
Профессиональные метательные клубы используют большие деревянные стенды из поперечного спила брёвен мягких пород дерева либо из наборных кубиков бруса. Иногда используется простой стенд из досок, плотно скрепленных между собой.
Метатели-любители часто занимаются своим хобби на природе в лесу, поэтому ножи метают и в мёртвые деревья. В кругах метателей метание ножа в живое дерево не приветствуется.

## Особенности боевого метания ножа
Боевое метание значительно отличается от классического, спортивного или от любительского. Овладеть боевым метанием достаточно сложно, ведь во время самого боя оно может включать в себя все вышеуказанные техники: обороняющийся сам рассчитывает дистанцию, хват ножа и др.
Кроме того, под рукой не всегда может оказаться профессиональный метательный нож, поэтому в бою может участвовать любой острый предмет, вплоть до отвёрток и лёгких предметов: монет, канцелярских кнопок, игл.